# 中国人民政治协商会议厦门市委员会
中国人民政治协商会议厦门市委员会（简称政协厦门市委员会或厦门市政协），是中国人民政治协商会议在福建省厦门市的地方组织，其主要职能是政治协商、民主监督、参政议政。

## 沿革
1949年10月17日厦门解放，根据《中国人民政治协商会议共同纲领》，厦门市军事管制委员会与厦门市人民政府于1949年12月18日联合发出召开各界人民代表会议的通知，决定由党、政、军及各群众团体成立厦门市各界人民代表会议筹备处。1950年1月12日至17日，召开厦门市第一届各界人民代表会议第一次会议。会议制定并通过《福建省厦门市各界人民代表会议协商委员会组织条例》，选举产生协商委员会委员19人，作为闭会期间的常设协议机构。会议宣告厦门市各界人民代表会议协商委员会正式成立，会址设在中山路4号二楼。
根据1954年《中国人民政治协商会议章程》，中国人民政治协商会议厦门市第一届委员会第一次会议于1955年5月召开，标志着中国人民政治协商会议厦门市委员会正式成立。会址设在思明西路64号民主大厦。1992年12月，迁至思明西路58号。

## 组织机构
- 办公厅
  - 委员工作室
  - 人秘处
  - 文电文印室
  - 行政处
  - 老干处
  - 宣传和信息化处
  - 机关党委（机关党委办公室）
- 提案委员会
  - 提案委员会秘书处
- 经济城建委员会
  - 经济城建委员会秘书处
- 资源环境和农业农村委员会
  - 资源环境和农业农村秘书处
- 教科卫体委员会
  - 教科卫体委员会秘书处
- 社会法制委员会（民族宗教委员会）
  - 社会法制委员会（民族宗教委员会）秘书处
- 港澳台侨和外事委员会
  - 港澳台侨和外事委员会秘书处
- 文化文史和学习委员会
  - 文化文史和学习委员会秘书处
- 研究室
  - 综合处

## 历届委员会

### 第一届
- 任期：1955年5月－1959年3月
- 主席：张维兹（－1957年10月）
- 副主席：李文陵（－1956年3月）、张楚琨、许祖义、萧枫（1956年10月－）、林采之（1956年10月－）、施能鹤（1956年10月－）、黄绿萍（1956年10月－）

### 第二届
- 任期：1959年3月－1962年9月
- 主席：袁改
- 副主席：萧枫（－1959年7月）、林采之（－1960年8月）、施能鹤、施耀、许祖义、黄绿萍、丁乃扬、苏节、颜西岳

### 第三届
- 任期：1962年9月－1964年1月
- 主席：袁改
- 副主席：许祖义、施能鹤、黄绿萍、施耀、丁乃扬、苏节、颜西岳、张渐摩、汪德耀、郭礽疆

### 第四届
- 任期：1964年1月－1980年5月
- 主席：袁改
- 副主席：许祖义、施能鹤、黄绿萍、施耀、丁乃扬、苏节、颜西岳、张渐摩、汪德耀、郭礽疆

### 第五届
- 任期：1980年5月－1983年3月
- 主席：施耀
- 副主席：萧枫、许祖义、郭礽疆、任启东、李逢珍（1980年7月逝世）、颜西岳、汪德耀、苏节、陈应龙、陈碧笙、张其华

### 第六届
- 任期：1983年3月－1987年12月
- 主席：施能鹤
- 副主席：施耀（1986年4月逝世）、王允晓、颜西岳、汪德耀、苏节（1987年11月逝世）、陈应龙、陈碧笙、叶绂麟、王毅林（1984年10月－）、张其华（1986年3月－）

### 第七届
- 任期：1987年12月－1992年12月
- 主席：林源
- 副主席：王允晓、柯雪琦、颜西岳（1991年11月逝世）、汪德耀、陈应龙、余绪缨、李金龙、张奋生（1990年10月－）、郑镇安（1990年10月－）、陈洛（1991年4月－）

### 第八届
- 任期：1992年12月－1997年12月
- 主席：蔡望怀
- 副主席：江平、柯雪琦、陈洛（1993年10月逝世）、汪德耀、陈应龙（1993年6月逝世）、余绪缨、张奋生、郑镇安、乐鸿宜（1995年3月－）、陈金烈（1995年3月－）

### 第九届
- 任期：1997年12月－2002年12月
- 主席：蔡望怀
- 副主席：
- 秘书长：

### 第十届
- 任期：2002年12月－2007年3月
- 主席：陈修茂
- 副主席：
- 秘书长：

### 第十一届
- 任期：2007年4月－2012年1月
- 主席：陈修茂[2]
- 副主席：陈维钦（2010年5月辞任）、陈联合（2010年5月辞任）、陈耀中、庄威（2010年5月辞任）、郑兰荪、江曙霞、桂其明（2010年5月辞任[3]）、翁云雷（2011年10月辞任[4]）、魏刚（2010年1月补选）、陈昌生（2010年1月补选）
- 秘书长：陈耀中

### 第十二届
- 任期：2012年1月[5]－2017年1月
- 主席：陈修茂（2015年2月辞任） → 张健（2015年2月补选）
- 副主席：欧阳建（2015年2月辞任）、卢士钢（2016年1月辞任）、江曙霞、潘世建（2016年1月辞任）、魏刚、陈昌生、黄世忠、高玉顺、黄培强、黄学惠（2015年2月补选）、詹沧洲（2016年1月补选）、陈永裕（2016年1月补选）
- 秘书长：朱伟革（2015年2月辞任） → 张仁苇

### 第十三届
- 任期：2017年1月－2022年1月
- 主席：张健（2020年1月辞任） → 魏克良（2020年1月补选[6]）
- 副主席：江曙霞（2021年1月辞任）、陈昌生、黄世忠、高玉顺（2020年1月辞任）、黄培强、黄学惠（2020年1月辞任）、陈永裕、黄国彬、王焱、黄奋强（2020年1月补选）、李钦辉（2020年1月补选）、国桂荣（2021年1月补选）、卢炳椿（2021年1月补选）、薛祺安（2021年1月补选[7]）
- 秘书长：张仁苇

### 第十四届
- 任期：2022年1月－
- 主席：魏克良（2025年1月辞任） → 张国旺（2025年1月21日补选）
- 副主席：黄国彬、黄世忠、国桂荣、黄培强、王焱、薛祺安、黄奋强（2025年1月辞任）、李钦辉（2025年1月辞任）、黄晓舟（2024年1月补选）、吴金喜（2024年1月补选）、林重阳（2025年1月21日补选）
- 秘书长：张仁苇（2025年1月辞任） → 钟伟东（（2025年1月21日补选）